# Федеральная комиссия по радио
Федеральная комиссия по радио (англ. Federal Radio Commission) — государственный орган США, регулировавший использование радиочастот в стране. Комиссия была основана в 1927 году, а в 1934 году была заменена Федеральной Комиссией по связи.

## История
До 1927 года радиовещание регулировалось Министерством Торговли Соединенных Штатов, и Министр торговли Герберт Гувер играл важную роль в формировании американского радио. Его могущество было ограничено решениями Федерального Суда. Так, он не имел права отказывать в выдаче лицензии на радиовещание претендовавшим на неё кандидатам. В результате радиослушатели страдали от ужасного хаоса, поскольку сразу несколько радиостанций пытались выходить в эфир на одних и тех же частотах. Изначально радиовещание вообще было доступно только на двух частотах, при чём одна из них была зарезервирована для «Отчёта о положении в сельском хозяйстве и Прогноза погоды».
После нескольких неудачных попыток изменить ситуацию, Конгресс США окончательно утвердил Радио Акт, ставший законом 23 февраля 1927 года. Акт передавал большую часть полномочий к только что созданной Федеральной комиссии по радио. Некоторые технические обязанности остались в сфере ответственности радиоотдела министерства торговли (Radio Division of the Department of Commerce).
Федеральная комиссия по радио, состоящая из пяти человек, имела право выдавать лицензии и отказывать в их выдаче. Комиссия также определяла частоты вещания и силу сигнала для каждой лицензии. Радио Акт 1927 года разделил страну на пять географических зон, по числу человек в Комиссии, и за каждым закреплялась одна зона.
Официально Комиссия не могла официально осуществлять цензуру радиовещания, и, теоретически, передачи могли выходить на любые темы и пропагандировать любые идеи — если в них только не было богохульства и непристойностей. На практике же Комиссия могла учитывать идейную и тематическую направленность вещания при продлении лицензии — а лицензию необходимо было регулярно продлевать и обновлять. ФКР могла отказать в продлении лицензии, — и это давало возможность незримого, но жёсткого контроля над содержанием вещания. Получалось, что на деле Комиссия диктовала радиокомпаниям определённые идеологические рамки, преступив которые, они теряли возможность выхода в эфир.
В 1928 году в Акт было включено важное добавление, получившее название «Поправка Девиса» («Davis Amendment»), по имени своего автора Эвина Л. Дэвиса (Ewin L. Davis). Поправка требовала от каждой зоны равного распределения лицензий, эфирного времени, силы сигнала и частот для вещания. Такое положение стало причиной конфликтов, поскольку зоны были не равны территориально, с разной плотностью населения, с разным числом радиостанций. Этот создало неудобства, поскольку появление новой радиостанции сразу же нарушало установленный баланс — поэтому новым кандидатам зачастую отказывалось в выдаче лицензии.
Несмотря на то, что ФКР была предназначена для контроля над радиовещанием, 25 февраля 1928 года она впервые выдала лицензию на телевещание. Первыми владельцами телелицензии от ФКР стали Лаборатории Чарльза Дженкиса (Charles Jenkins Laboratories), расположенные в Вашингтоне.